# 壽春公主 (唐武宗)
寿春公主（?—?），唐朝公主，是中国唐朝第十五代皇帝唐武宗李炎的第二女。她的生母不详，史书仅仅记载了唐武宗会昌二年（842年）八月，她获封号寿春公主，和昌乐公主、永清公主一起获封。没有关于寿春公主是否婚嫁的记载。